# Fortunato Cesari
Fortunato Cesari (Galatina, 17 marzo 1912 – Radama, 8 novembre 1936) è stato un militare e aviatore italiano, decorato di Medaglia d'oro al valor militare alla memoria nel corso delle operazioni di controguerriglia in Africa Orientale Italiana.

## Biografia

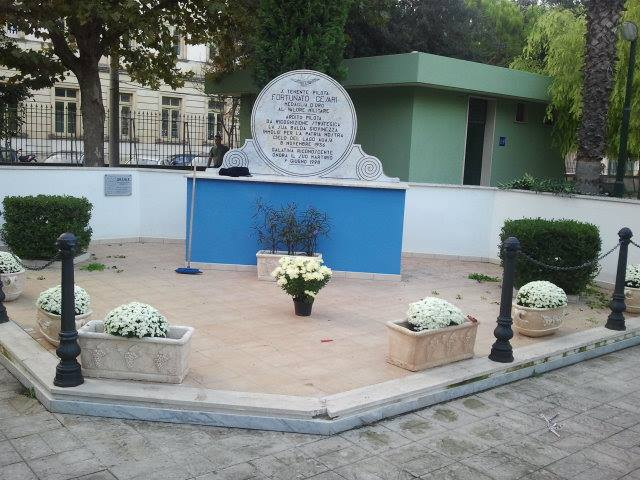
Domenica 21 ottobre 2013 - completamento lavori di manutenzione della stele votiva realizzata dal Gr.E.Fa.R (Gruppo Evocatore Fatti Remoti) ed intitolata al S.Ten Pilota M.O.V.M. Fortunato Cesari - p.zza F. Cesari - Galatina

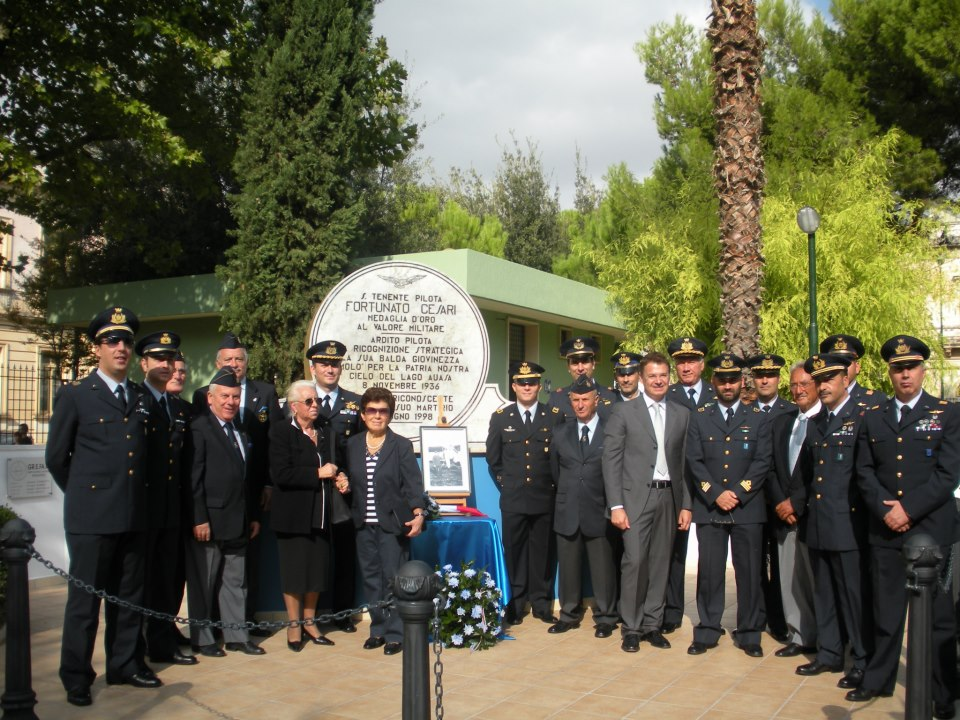

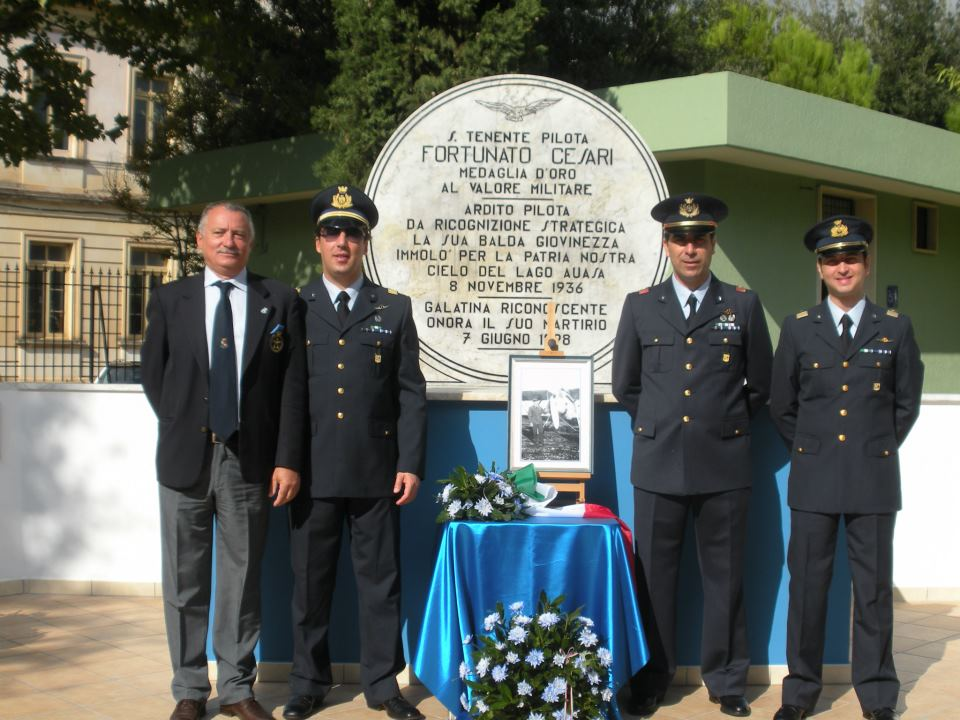

### Infanzia, studi ed arruolamento nella Regia Aeronautica
Nacque in via Sogliano a Galatina il 17 marzo 1912, figlio di Luigi e Maria Ida Albanese. Ragazzo tranquillo, riflessivo, determinato, affettuoso, è attratto sin da piccolo dalla vita militare e dopo aver acquisito la licenza liceale nella sua città natale, frequenta l'università di Torino per due anni. Entra nella Regia Aeronautica ammesso al Campo scuola di Sesto San Giovanni come Allievo Ufficiale di Complemento il 4 marzo 1933, conseguiva il brevetto di pilota civile l'8 aprile successivo e quello di pilota militare dopo 6 mesi sull'addestratore Breda Ba.25 presso la Scuola di osservazione aerea di Grottaglie, contemporaneamente alla promozione a sottotenente 4 novembre 1933. Successivamente consegue l'abilitazione al pilotaggio per gli aerei Ansaldo A.300/6, Fiat C.R.20, Ansaldo AC.2, Fiat C.R.32 e nella sua permanenza in Africa prenderà l'abilitazione per i velivoli IMAM Ro.1 e IMAM Ro.37bis. Ultimato il servizio di prima nomina presso il 2º Stormo Caccia Terrestre di stanza sull'aeroporto di Mirafiori (Torino), fu collocato in congedo per le conseguenze di un grave incidente il 3 novembre 1934 ritornando ai suoi studi di giurisprudenza presso l'università di Torino. Richiamato a domanda per mobilitazione il 13 maggio 1935 e dopo aver frequentato i corsi di allenamento presso la Scuola caccia per circa un mese fu dapprima assegnato al 5º Stormo d’assalto nel mese di giugno e poi trasferito in servizio sull'aeroporto di Gorizia, in forza al 4º Stormo Caccia Terrestre nel mese di agosto.

### La missione in Africa Orientale e la morte
Il 25 gennaio 1936 si imbarca a Napoli per l'Africa Orientale Italiana assegnato in servizio sull'aeroporto di Neghelli; a partire dal 18 febbraio si distingue per l'audacia e le capacità di combattente. In terra di Africa, il pilota per le numerose azioni di guerra, per coraggio, spirito di sacrificio ed elevate qualità combattive, ottiene la promozione, per merito straordinario, a sottotenente del ruolo permanente effettivo. In nove mesi compie ben 38 azioni militari nei campi di Neghelli, Mega, Allata, Irghelein, Meta Gafersa, Arerrò, Uacille, Uadarà e Regioni dei Laghi.
Il comandante, generale di brigata Ettore Faccenda, invia lui e il tenente osservatore Gaetano Devitofrancesco ad aiutare le truppe della colonna Geloso dirette al centro di Gimma (allora contava circa 5 000 abitanti).
I due ufficiali partono alle ore 9 dell'8 novembre 1936 con un velivolo Ro.37 della 108ª Squadriglia. 
Un nucleo di ribelli apre il fuoco contro il velivolo che, forse perché colpito al serbatoio del carburante, deve fare un atterraggio di fortuna.
I resti dei loro corpi e di alcuni frammenti dell’aereo vengono recuperati dalla colonna Geloso ed in seguito collocati in un piccolo monumento ai piedi dell’alzabandiera del campo di Irgalem.
Riportiamo per intero la notizia della loro morte pubblicata sulla copertina, disegnata da Vittorio Pisani, del Supplemento illustrato de "La Tribuna illustrata", Anno XLV - N. 2 –10 gennaio 1937: L'eroica fine di due aviatori costretti ad atterrare tra i predoni - Un apparecchio con due ufficiali, che accompagnava la marcia della colonna Geloso nel Gimma, per cause imprecisate era costretto a scendere fra i predoni in agguato. Il tenente osservatore Gaetano De Vito, [Devitofrancesco] deciso a vendere cara la propria vita, cominciava subito, prima ancora di toccare terra, ad azionare la mitragliatrice, seminando così la morte tra i selvaggi pronti al massacro". L'aereo atterrava fra i predoni, e nell'impatto l'osservatore veniva sbalzato giù dal velivolo: "Fortunato Cesari, lui pure ferito, si alzava e correva verso il compagno. La turba feroce avanzava urlando verso gli aviatori. Calmo, risoluto, il Cesari impugnava la rivoltella e mirando con freddezza, sparava tutti i colpi del caricatore fino a quando, crivellato di proiettili, stramazzava sul compagno. Alla memoria dei due Caduti è stata concessa la Medaglia d'oro al valor militare alla memoria.
I due ufficiali cadono da eroi nei pressi del lago Auasa a Radama (Etiopia). I frammenti dei loro corpi e di alcuni pezzi dell'aereo vengono recuperati dalla colonna Geloso e successivamente vengono disposti in un piccolo monumento ai piedi dell'alzabandiera del campo di Irgalem. Il 4 aprile 1937 nel campo dell'Aeroporto di Ciampino a Roma gli viene assegnata la Medaglia d'oro al valor militare. La sua città natale, Galatina, gli ha intitolato: una Piazza, il GR.E.FA.R. (Gruppo evocatore di fatti remoti) una lapide commemorativa situata nella omonima piazza, una lapide nella Società Operaia; inoltre l'aeroporto militare di Galatina, dove ha sede il 61º Stormo, è a lui intitolato. 
Domenica 21 ottobre 2013 alla presenza del sindaco di Galatina Cosimo Montagna, del luogotenente Saverio Mengoli (vice-presidente della sezione di Galatina dell'Associazione Arma Aeronautica), delle Associazioni d'Arma di Galatina, del Comandante del 61º Stormo colonnello Sergio Cavuoti, del cappellano militare del 61º Stormo Don Fabio Villani ed una nutrita rappresentanza militare e civile, è stata restaurata e, finalmente, riportata agli antichi splendori la lapide commemorativa di cui sopra che versava, purtroppo, in uno stato di degrado e di abbandono. Tutto ciò è stato possibile grazie all'interessamento del Lgt Saverio Mengoli, all'opera meritoria della Signora De Blasi Nanza, alla fattiva collaborazione del tecnico comunale Daniele Grappa ed al meticoloso lavoro di alcuni soci in servizio dell'Associazione (maresciallo Russo Piero Luigi, maresciallo Notaro Vito e maresciallo Sbrò Salvatore). Solo adesso si possono ammirare e leggere le gesta dell'eroe galatinese.

### Annotazioni
1. ↑  Il padre Luigi aveva partecipato alla prima guerra mondiale come ufficiale).
2. ↑  Assegnato al reparto subisce un grave incidente di volo, in occasione del quale riesce a spegnere il motore prima che l'aereo, cadendo, provochi danno a persone e cose.
3. ↑  È errato il cognome riportato dalla stampa del tempo come De Vito.

### Fonti
1. 1 2 3 4 5  Combattenti Liberazione.
2. 1 2  Gruppo Medaglie d'Oro al Valor Militare 1965, p. 201.
3. 1 2  Ufficio Storico dell'Aeronautica Militare 1969, p. 39.
4. ↑   Medaglia d'oro al valor militare CESARI Fortunato, su quirinale.it, Quirinale. URL consultato l'11 luglio 2021.